# NGC 2604
NGC 2604 (również PGC 23998 lub UGC 4469) – galaktyka spiralna z poprzeczką (SBc), znajdująca się w gwiazdozbiorze Raka. Odkrył ją William Herschel 12 marca 1785 roku.
W galaktyce tej zaobserwowano supernową SN 2002ce.